# Alsény Camara
Alsény Camara est un footballeur international guinéen né le 4 novembre 1986 à Conakry, qui joue au poste de défenseur central à l'AS Châtaigneraie.

## Biographie
Formé au Toulouse FC, il s'engage en 2007 avec La Berrichonne de Châteauroux, club de Ligue 2, pour 3 saisons.
Il est immédiatement prêté au Rodez Aveyron Football, en National, afin d'acquérir du temps de jeu.
Alsény Camara participe à la Coupe d'Afrique des nations 2008 avec la Guinée.

## Statistiques
À l'issue de la saison 2016-2017
- 3 matchs et 0 but en Ligue 2
- 39 matchs et 2 buts en National